# 莫爾斯科伊島
莫爾斯科伊島是俄羅斯的島嶼，屬於北地群島的一部分，位於布爾什維克島以東的拉普捷夫海，由克拉斯諾亞爾斯克邊疆區負責管轄，最高點海拔高度7米，島上無人居住。